# AFC Workington
Der Workington Association Football Club ist ein englischer Fußballverein aus dem nordenglischen Workington.

## Geschichte
Zwischen 1888 und 1911 existierte erstmals ein Klub mit dem Namen AFC Workington. Maßgeblich waren hier Stahlarbeiter, die mit ihren Familien aus Dronfield kommend nach Workington übersiedelten. Der Klub war Gründungsmitglied der Cumberland Association League im selben Jahr und wechselte über die Cumberland Senior League 1901 in die Lancashire League. Als die Liga 1903 als zweithöchste Spielklasse in die Lancashire Combination aufgenommen wurde, kehrte der Klub zunächst in die Cumberland Senior League zurück. Nach einer Spielzeit bat er erfolgreich um Aufnahme in der Lancashire Combination, wo er zunächst zweitklassig antrat und 1907 aufstieg. 1910 zog er sich dort auf finanziellen Gründen zurück und trat als Ersatz für die bisher dort auflaufende Reservemannschaft in der North Eastern League an, ehe er sich 1911 auflöste.
Der derzeitige AFC Workington gründete sich 1921 zur Wiederaufnahme des Spielbetriebs nach dem Ersten Weltkrieg in der North Eastern League. Bei der ersten Teilnahme im englischen Pokalwettbewerb in der Austragung 1933/34 erreichte die Mannschaft die vierte Runde, ehe sie gegen Preston North End ausschied. Mit Unterstützung der Gemeinde baute der Klub kurz darauf sein neues Heimstadion Borough Park, das 1937 eingeweiht wurde.
1951 wurde der AFC Workington anstand des AFC New Brighton als Mitglied der Football League gewählt und trat fortan in der Third Division an. Der Klub kam jedoch kaum über Plätze am Tabellenende hinaus. Da half auch ein später sehr erfolgreichen Trainers namens Bill Shankly wenig, der zwischen Januar 1954 und November 1955 hier tätig war. Folglich stieg er 1958 auch in die neu gegründete Fourth Division ab. Unter Spielertrainer Ken Furphy stieg der Klub 1964 wieder in die Drittklassigkeit auf und überraschte zu dieser Zeit auch im League Cup, als sie im League Cup 1963/64 und 1964/65 jeweils das Viertelfinale erreichte und dabei unter anderem den mit Nationalspielern gespickten Erstligisten Blackburn Rovers in deren Stadion mit 5:1 besiegten. Stand die Mannschaft in der Spielzeit 1965/66 lange Zeit im Aufstiegsrennen zur Second Division und rangierte am Ende auf dem fünften Tabellenplatz, folgte in der anschließenden Spielzeit der Wiederabstieg in die vierte Liga.
Mitte der 1970er Jahre musste sich der AFC Workington auf einem der letzten Plätze der Fourth Division liegend regelmäßig der Wiederwahl für die Football League stellen, nach mehreren erfolgreichen Wiederwahlen erreichte der Klub 1977 nicht genug Stimmen und wurde durch den FC Wimbledon ersetzt. Der Klub etablierte sich in der Folge im mittleren Tabellenbereich der Northern Premier League, nach elf Jahren Zugehörigkeit stieg die Mannschaft jedoch auch dort ab und rutschte später in die North West Counties Football League ab.
2004 profitierte der AFC Workington von einer Restrukturierung des englischen Non-League Footballs und kehrte in die Premier Division der Northern Premier League zurück, wo die Mannschaft als Vizemeisterin hinter Hyde United den Durchmarsch in die National League North perfekt machte. In den folgenden Jahren erreichte sie zweimal die Play-off-Spiele zur National League, scheiterte aber 2007 an Hinckley United und 2010 an Alfreton Town jeweils im Semifinale. 2014 stieg die Mannschaft wieder ab, mehrmals verpasste sie erst in der Play-off-Runde den Wiederaufstieg. 2019 folgte der Abstieg aus der Northern Premier League, in die der Klub 2023 zurückkehrte.

## Bekannte Persönlichkeiten
- Bobby Brown (1956–1967), zuletzt parallel als Spielertrainer tätig
- Keith Burkinshaw (1957–1965), später unter anderem Trainer bei Tottenham Hotspur und Sporting Lissabon
- John Burridge (1969–1971), später in über 700 Ligaspielen unter anderem beim FC Blackpool, Aston Villa, Crystal Palace, Wolverhampton Wanderers, Sheffield United, Newcastle United und Hibernian Edinburgh aktiv
- Tommy Cassidy (Trainer 2001–2007), nordirischer Nationalspieler, unter anderem Trainer bei APOEL Nikosia, FC Glentoran und Sligo Rovers
- Dixie Hale (1964–1967)
- Wayne Harrison (1975–1978, 1985–1986, Trainer 1995–1997)
- Edwin Holliday (1968–1969), englischer Nationalspieler und unter anderem auch beim FC Middlesbrough und Sheffield Wednesday aktiv
- Johnny Martin (1969–1974)
- Kit Napier (1964–1965)
- Ted Smith, unter anderem Trainer bei Benfica Lissabon und Atlético CP
- Max Tolson (1965–1967), australischer Nationalspieler